# Daspletis vulpes
Daspletis vulpes är en tvåvingeart som beskrevs av Friedrich Hermann Loew 1858. Daspletis vulpes ingår i släktet Daspletis och familjen rovflugor.
Artens utbredningsområde är Botswana. Inga underarter finns listade i Catalogue of Life.